# 裏德氏杜鰍鯰
裏德氏杜鰍鯰，為輻鰭魚綱鯰形目平鰭鮠科的其中一種，為熱帶淡水魚，分布於非洲奈及利亞Mbam河上游流域，體長可達9.3公分，棲息在底層水域，生活習性不明。

## 擴展閱讀
維基物種上的相關：裏德氏杜鰍鯰